# Лара (Грузия)
Лара (груз. ლარა) — село в Грузии, на территории Цаленджихского муниципалитета края (мхаре) Самегрело-Верхняя Сванетия.

## География
Село находится в западной части Грузии, в междуречье Чанисцкали и Инцри, на расстоянии приблизительно 7 километров (по прямой) к северо-востоку от города Цаленджиха, административного центра муниципалитета. Абсолютная высота — 294 метра над уровнем моря.

## Население
По результатам официальной переписи населения 2014 года, в Ларе проживало 240 человек (112 мужчины и 128 женщин). В национальной структуре населения грузины составляли 100 %.
| Год  | Население, человек |
| ---- | ------------------ |
| 2002 | 376                |
| 2014 | ↘ 240              |